# Dance the Night Away
«Dance the Night Away» — пятый в общем и первый с альбома Van Halen II сингл хард-рок группы Van Halen, вышедший 1 мая 1979 года на лейбле Warner Bros.

## О сингле
Это первый сингл группы, который попал в американский чарт «Топ-20», причём на 15-е место. Это вторая песня с их альбома Van Halen II.
В то время как остальные песни с этого альбома существовали в различных формах с тех пор, как они делали демозаписи и играли в клубах, эта песня, возможно, была единственной песней, написанной во время сессий записи альбома. Участники группы задумали эту песню во время сессий звукозаписи, когда они стояли в кругу и напевали друг другу. Она была вдохновлена песней Fleetwood Mac — Go Your Own Way. Дэвид Ли Рот первоначально хотел назвать песню «Dance, Lolita, Dance», но Эдди Ван Хален убедил его, что «Dance the Night Away» была более подходящей, и припев был изменён, чтобы отразить это.
Рот утверждал, во время выступления в 2006 году в Сан-Диего, Калифорния, что он написал эту песню в честь пьяной женщины, которая занималась сексом в кузове грузовика и бежала в штанах задом наперед, спасаясь от полицейских в баре, где играл молодой оркестр. Это также было упомянуто на выступлении в 2006 году в Детройте, штат Мичиган.
Эта песня не была исполнена вживую в эпоху Сэмми Хагара, но была исполнена во время Van Halen III Tour в 1998 году. Она была сыграна на каждом концерте в каждом туре с момента воссоединения с Дэвидом Ли Ротом в 2006 году, и живая версия включена в альбом Tokyo Dome Live in Concert.
Чак Клостерман из Vulture.com поставил её на 3-е место из 131 песен Van Halen, похвалив бэк-вокал Майкла Энтони и написав, что «эта песня просто заставляет людей чувствовать себя хорошо».

## Список композиций
7" сингл США, Нидерланды, Испания, Италия
| №  | Название               | Длительность |
| -- | ---------------------- | ------------ |
| 1. | «Dance the Night Away» | 3:04         |

| №  | Название           | Длительность |
| -- | ------------------ | ------------ |
| 1. | «Outta Love Again» | 2:51         |

Японский сингл
| №  | Название               | Длительность |
| -- | ---------------------- | ------------ |
| 1. | «Dance the Night Away» | 3:04         |

| №  | Название                         | Длительность |
| -- | -------------------------------- | ------------ |
| 1. | «Spanish Fly» (Инструментальная) | 0:59         |

Моно и Стерео сингл
| №  | Название                      | Длительность |
| -- | ----------------------------- | ------------ |
| 1. | «Dance the Night Away» (моно) | 3:07         |

| №  | Название                        | Длительность |
| -- | ------------------------------- | ------------ |
| 1. | «Dance the Night Away» (стерео) | 3:07         |

## Участники записи
- Дэвид Ли Рот — вокал
- Эдди Ван Хален — электрогитара, бэк-вокал
- Майкл Энтони — бас-гитара, бэк-вокал
- Алекс Ван Хален — ударные